# Lemniscus trigeminalis
Der Lemniscus trigeminalis stellt einen Fasertrakt im Gehirn dar, der Informationen der taktilen Wahrnehmung und Tiefensensibilität des Gesichts vom 5. Hirnnerv (Nervus trigeminus) bzw. dessen Hirnnervenkern (Nucleus principalis nervi trigemini) zum entsprechenden Kern des Thalamus (Nucleus ventralis posteromedialis, VPM) leitet. Er lagert sich dem Lemniscus medialis an, der Informationen der gleichen Qualitäten aller anderen Körperregionen vom Rückenmark bis zum Thalamus leitet. Ebenso kreuzt er vor Erreichen des Thalamus auf die Gegenseite, sodass die Informationen einer Gesichtshälfte stets nur den Thalamus der anderen Körperhälfte erreichen. Bisweilen wird der Lemniscus trigeminalis auch als der cephale Anteil des Lemniscus medialis betrachtet, da er Informationen aus dem Kopfbereich enthält.
Der VPM leitet die Informationen des Lemniscus trigeminalis zusammen mit denen des Lemniscus medialis dann dem somatosensorischen Cortex (Gyrus postcentralis) der Großhirnrinde zu.
Daneben existiert noch der Lemniscus lateralis, der Teil der Hörbahn ist.